# Stanisław Aleksander Siekierzyński
Stanisław Aleksander Siekierzyński herbu Kościesza – stolnik horodelski w latach 1750-1755, starosta horodelski w latach 175-1764.
W 1764 roku był elektorem Stanisława Augusta Poniatowskiego z województwa bełskiego.